# ملاقه بزرگ (صورتواره)

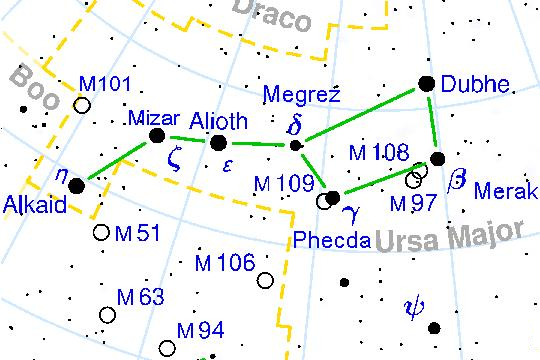
صورتواره ملاقه بزرگ در صورت فلکی خرس بزرگ که در نقشه با خطوط سبزرنگ نشان داده شده است.

صورتواره ی ملاقه بزرگ (Big Dipper) یا بَناتُ النَّعش (یا بناتِ نَعش) نام ۷ ستاره در آسمان است که قسمتی از صورت فلکی دب اکبر را تشکیل می‌دهند. نام‌های دیگر این صورتواره عبارتند از هفت‌اورنگ(یا هفتورنگ)، هفت برادران(یا هفت دادَران)، و نیز: دختران نعش، دختر نعش، بنت النعش، نواعش، کَواعِبِ اَنجُم.
گاه این صورت فلکی را بنات النعش کُبریٰ یا هفت‌اورنگ مِهین نامیده‌اند، در مقایسه با دب اصغر، که آن را بنات النعش صُغریٰ یا هفت اورنگ کِهین نامیده‌اند؛ ولی اگر بنات‌النعش یا هفت‌اورنگ را به‌طور مطلق و بدون پسوند به کار ببرند، منظور بنات النعش کبری است؛ هر چند گاه منظور از آن، هر دو صورت فلکی و مجموع آن‌هاست.
برخی همین هفت ستاره را دُبّ اکبر می‌دانند، ولی این ستاره‌ها فقط بخشی از دب اکبر می‌باشند و یک صورتواره را تشکیل می‌دهند، و صورت فلکی دب اکبر دارای ستاره‌های بیشتری است.

## نام
بَنات جمع بِنت و به معنای دختران، و نعش به معنای «جنازه، جسد مرده؛ تابوت، تخت چهار پایهٔ کوتاهی که میت رابر آن حمل می‌کنند» آمده‌است. این صورت فلکی به شکل یک جنازه، و سه دختر که جلوی این جنازه در حرکتند، تصور شده‌است.
نام‌های دیگر این صورت فلکی عبارتند از: بنات النعش اکبر، بنات النعش بزرگ، دختران نعش بزرگ، هفت برادران کلان، فیروزهْ طشت.
چهار ستاره‌ای که تشکیل یک مستطیل می‌دهند را نَعش، جنازهٔ غریبان، چهارمادر (چارمادر)، چهارجوهر (چارجوهر) و چارآخُر نامیده‌اند؛ و سه ستاره دیگر را بنات، سه خواهران، سه خواهر، سه دختر و هرسه دختر نام داده‌اند. هر یک از ستاره‌های بنات النعش کُبریٰ و صُغریٰ را هم «اِبنُ نَعش» گفته‌اند.
امروزه هفت‌خواهران یا هفت خواهر نام دیگر خوشه پروین (ثریّا) است، ولی در گذشته نام همان هفت برادران و بنات‌النعش بوده‌است.
همچنین، گاه این صورت فلکی را «هفت گیسودار» (به معنای هفت کنیز) نامیده‌اند، ولی این نام معانی دیگری هم در ستاره‌شناسی دارد: ۱- هفت صورت فلکیِ گاوران (عواء)، ذات الکرسی، برساووش (حامل رأس الغول)، ارابه‌ران (مسک الاعنه)، زن برزنجیر  (مراءةالمسلسلة)، شکارچی  (جبّار) و سنبله، و ۲- هفت ستاره منظومه شمسی.
این صورت فلکی را در آمریکای شمالی ملاقه/آبگردان بزرگ(Big Dipper) می‌نامند، زیرا شبیه به یک ماهی‌تابه دسته‌دار یا قاشق است. در نجوم گذشته ایرانی-اسلامی هم این صورت فلکی را به چوگان شبیه دانسته‌اند.
در انگلستان هم آن را گاوآهن/خیش (Plough) یا ارابه/گاری (Wain یا Waggon) یا ساطورِ قصاب (Butcher's Cleaver) می‌نامند.
دو ستاره کناری نعش را در انگلیسی اشاره‌گر(Pointers) و در عربی راهنما (الدلیلان) نامیده‌اند؛ زیرا راهنمای ما در پیدا کردن ستاره قطبی هستند، و به آن اشاره می‌کنند. در فارسی هم دیده شده‌است که آن‌ها را قراولان بنامند.

## ستاره‌های تشکیل‌دهنده ملاقه بزرگ
از هفت ستارهٔ پرنور بنات النعش ، چهار ستاره «نعش یا سر ملاقه»، به ترتیب «دُبّه»، مراق، فَخْذ و مَغرِز نام دارند. سه ستارهٔ «بنات یا دسته ملاقه» به نام‌های «اَلْیَت یا جَون»، «عَناق یا میزار» و قائِد موسوم‌اند. در نزدیکی عناق، ستاره کوچک سُها قرار دارد، که بینایی را با آن امتحان می‌توان کرد. اسامی همه ستاره‌های این صورت فلکی عربی‌اند، و همین اسم‌ها به انگلیسی رفته‌اند؛ که در جدول زیر دیده می‌شود. روشنی ظاهری هفت ستارهٔ بنات النعش با هم فرق می‌کند: دبه پر نورترین آن‌ها و مغرز کم فروغ‌ترین شان است.
| نام بایر                 | نام                 | ترجمه نام                                  | نام انگلیسی                 |
| ------------------------ | ------------------- | ------------------------------------------ | --------------------------- |
| آلفا خرس بزرگ (α UMa)    | دُبّه (یا دبهٔ کُبری)   | خرس ماده                                   | Dubhe (یا Dubh, Dubb)       |
| آلفا خرس بزرگ (α UMa)    | ظَهرِ دب اکبر         | پشتِ خرس بزرگ                               | Thahr al Dub al Akbar       |
| بتا خرس بزرگ (β UMa)     | مراق                |                                            | Merak (یا Mirak)            |
| گاما خرس بزرگ (γ UMa)    | فَخْذ (یا فِخْذ یا فِخِذ) | ران [خرس]                                  | Phecda (یا Phacd, Phegda)   |
| دلتا خرس بزرگ (δ UMa)    | مَغرِز (یا مَغرَز)      | بیخ و جای رستنِ [دم خرس]                    | Megrez                      |
| اپسیلون خرس بزرگ (ε UMa) | اَلْیَت (یا الیَة)      | دم یا گوشت و پیه‌ای که بر سرینِ [خرس] است    | Alioth                      |
| اپسیلون خرس بزرگ (ε UMa) | جَون                 | تیره رنگ؛ که یک کوتوله قهوه‌ای است          |                             |
| زتا خرس بزرگ (ζ UMa)     | عَناق                | بزغاله ماده                                |                             |
| زتا خرس بزرگ (ζ UMa)     | مئزر (یا میزار)     | چادر                                       | Mizar (یا Mitsar)           |
| اتا خرس بزرگ (η UMa)     | قائِد                | جلودار، رهبر                               | Alkaid (یا Elkeid) (القائد) |
| اتا خرس بزرگ (η UMa)     | قائد بنات النعش     | پیشرو دختران تابوت                         |                             |
| اتا خرس بزرگ (η UMa)     | بنات النعش          | دختران تابوت                               | Benetnasch                  |
| ۸۰ خرس بزرگ (80 UMA)     | سُها (یا سُهیٰ)        | ظاهرا از سهو و فراموشی است (به خاطر کوچکی) | Alcor یا Suha               |

## جهت‌یابی با ستاره‌های ملاقه بزرگ
ستاره قطبی در انتهای صورت فلکی خرس کوچک است. اگر از سمت ستاره مراق به طرف ستاره دبه، به اندازه ۵ برابر فاصله بین این دو ستاره ادامه دهیم، به ستاره قطبی می‌رسیم که شمال جغرافیایی را نشان می‌دهد.

## بنات‌النعش در ادبیات فارسی
بنات‌النعش بارها در ادبیات منظوم و منثور فارسی مورد اشاره قرار گرفته‌است.
- در داستانی از تاریخ بخارای نرشخی آمده‌است: «چون بیدون بخارا خداه این کاخ [=ارگ بخارا] را بنا کرد، ویران شد؛ باز بنا کرد و باز ویران شد؛ چند بار بنا کرد و باز ویران شد؛ حکما را جمع کردند و تدبیری خواستند. بر آن اتفاق افتاد که این کاخ را بر شکل بنات‌النعش که بر آسمان است بر هفت ستون سنگین بنا کنند، و بر آن صورت، دیگر ویران نشد.»

- منوچهری دامغانی می‌سراید:

| بنات النعش گرد او همی‌گشت |  | چو اندر دست مرد چپ فلاخن |

- در پایان رمان فریدون سه پسر داشت با اشاره به افسانه‌ای سنگسری به این صورت فلکی چنین اشاره شده است.

خواهر مرد.
برادرها پژمردند، سر در شانه‌ی یکدیگر گذاشتند و زار زار تا شب گریستند. شب که هوا تاریک شد، خواهر را توی یک تابوت گذاشتند و به آسمان رفتند.
حالا اگر شبی به آسمان نگاه کنیم، هستند.

چهار برادر، چهار گوشه‌ی تابوت را بر دوش دارند، سه برادر پیشاپیش می‌روند، و همه با هم می‌خوانند: «گل نده، گل نده». 